# Chasseurs de vampire
Pour plus de détails, voir Fiche technique et Distribution.
Chasseurs de vampire (Mom's Got a Date with a Vampire) est un téléfilm canado-américain de la collection des Disney Channel Original Movie réalisé par Steve Boyum, et diffusé le 13 octobre 2000 aux États-Unis.

## Synopsis
Adam et son meilleur ami Duffy ont décroché des billets pour le concert des Cavaliers Sans Tête tandis que sa sœur Chelsea a obtenu, elle, un rendez-vous avec le garçon de ses rêves !
Mais voilà, leurs beaux projets tombent à l'eau quand ils se retrouvent, tous les deux, consignés. Bien décidés à contourner la punition, ils s'arrangent pour éloigner leur mère de la maison, le soir concerné, en lui organisant un rendez-vous galant avec un parfait inconnu. Et là encore, tout se gâte quand le dernier de la famille, Taylor, s'aperçoit que le Don Juan choisi par son frère et sœur est, en fait, un vampire...

## Fiche technique
- Réalisation : Steve Boyum
- Scénario : Lindsay Naythons et Robert Keats
- Photographie : Michael Storey
- Montage : Alan Cody
- Musique : Christopher Brady
- Producteur : Don Schain
- Distribution : Walt Disney Television
- Durée : 85 minutes
- Pays :  Canada -  États-Unis
- Langue : Anglais
- Format : couleur
- Date de diffusion :
  -  États-Unis : 13 octobre 2000
  -  France : 31 octobre 2001 sur Disney Channel[1]

## Distribution
- Matt O'Leary : Adam Hansen
- Laura Vandervoort : Chelsea Hansen
- Myles Jeffrey : Taylor Hansen
- Caroline Rhea (VF : Dorothée Jemma) : Lynette Hansen
- Charles Shaughnessy : Dimitri Denatos
- Robert Carradine : Malachi Van Helsing
- Jake Epstein : Duffy
- J. Adam Brown : Boomer